# Emesis xanthosa
Emesis xanthosa is een vlindersoort uit de familie van de prachtvlinders (Riodinidae), onderfamilie Riodininae.
Emesis xanthosa werd in 1910 beschreven door Stichel.